# Piérros Grigorákis
Le Major Piérros beyzadé Grigorákis (grec moderne : Μαγγιόρος Πιέρρος Μπεϊζανδές Γρηγοράκης) né en 1770 et mort en 1836, était un militaire et homme politique grec qui participa à la guerre d'indépendance grecque.
Piérros Grigorákis était parfois surnommé « beyzadé » (« fils de bey ») car il appartenait à une des grandes familles du Magne et son père Tzanétos Grigorákis en avait été l'un des beys, de 1782 à 1798. En 1782, Piérros et son frère furent amenés comme otages à Constantinople permettant ainsi à l'administration ottomane de disposer d'un moyen de contrôle sur le nouveau bey. En 1803, les Ottomans tentèrent de soumettre définitivement le Magne. Tzanétos Grigorákis participa à la défense de la région aux côtés de Zacharias Barbitsiotis.
En 1805, Piérros Grigorákis dut s'enfuir à Zante, alors sous protectorat russe puis français, tandis que les possessions familiales dans le Magne étaient détruites. Le Sultan accorda son pardon en 1808 et il put rentrer chez lui.
Au début de la guerre d'indépendance grecque, il participa à la conquête de Monemvasia. Il fut présent à l'Assemblée nationale d'Astros en 1823 en tant qu'élu des forces armées.

## Sources
- (el) Parlement grec, Μητρώο Πληρεξουσίων, Γερουσαστών και Βουλευτών. 1822-1935, Athènes, Parlement grec,‎ 1986, 159 p. (lire en ligne) [PDF]
- (el) Anastásios Goúdas, Βίοι Παράλληλοι των επί της αναγεννήσεως της Ελλάδος διαπρεψάντων ανδρών, t. 7, Athènes, M. P. Perídou,‎ 1876, 487 p. (lire en ligne)
- (el) Histoire du Magne